# فرديناندو سانفيليس

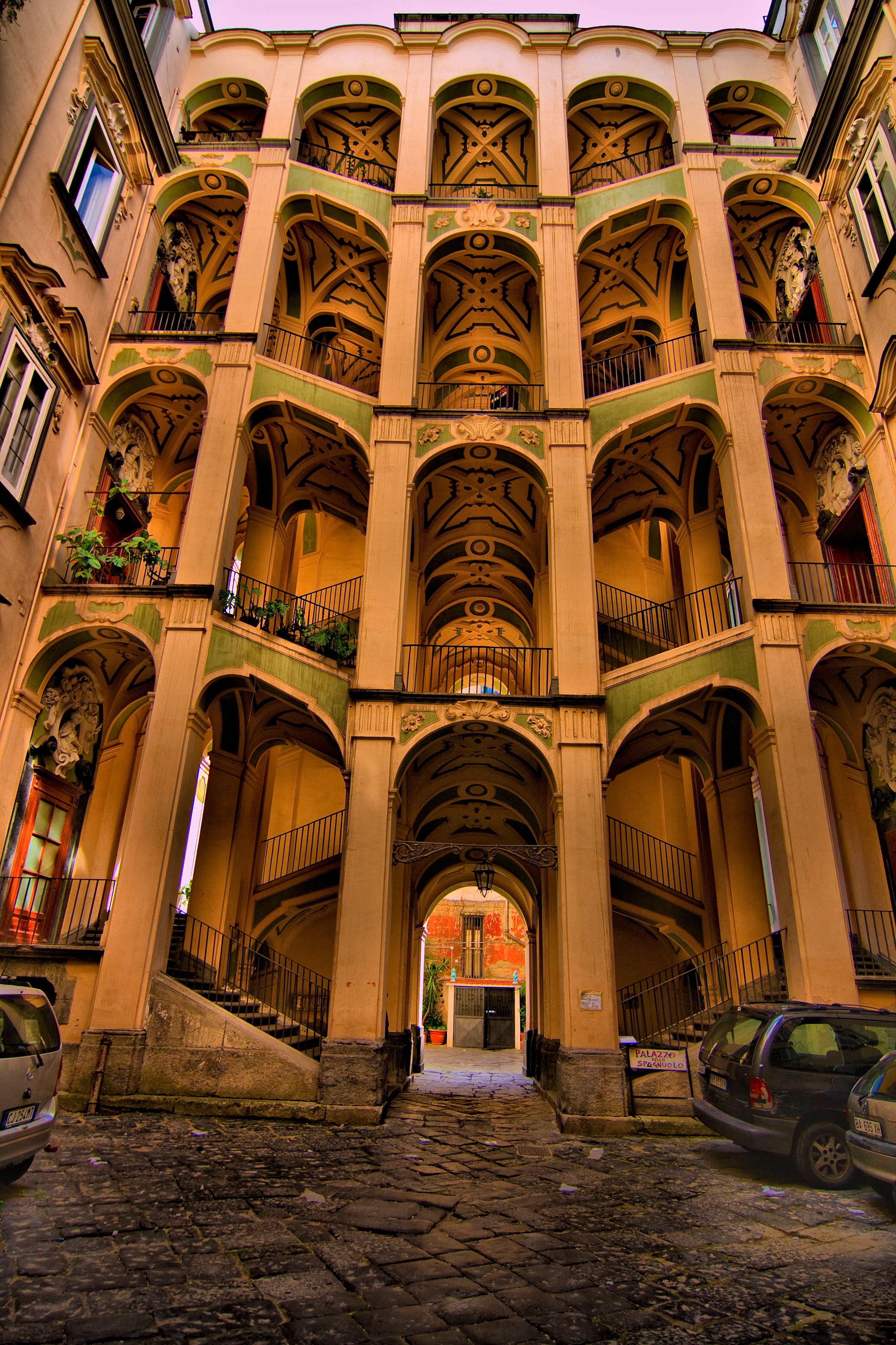
سلم قصر ديلو سبانجنولو، نابولي. صممه فرديناندو سانفيليس

فرديناندو سانفيليس (1675 - 1 أبريل 1748) مهندس معماري ورسام إيطالي متأخر من العصر الباروكي.

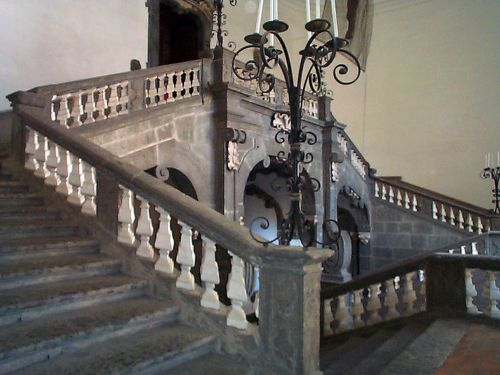
السلم الداخل لقصر سيرا دي كاسانو في نابولي.

## نبذة
ولد سانفيليس في نابولي وتوفي هناك. وكان أحد المهندسين المعماريين الرئيسيين في نابولي في النصف الأول من القرن الثامن عشر. كان طالبًا في مدرسة فرانشيسكو سوليمينا. اشتهر فرديناندو سانفيليس بأعمالة الهندسية والمعمارية الحديثة. تضمنت عددًا كبيرًا من المساكن العائلية في نابولي، بما في ذلك قصره الخاص في سانفيليكو، الذي بني بين عامي 1723 و1728، وقصر سيرا دي كاسانو عام 1730. أبرز ما يميز عمارة سانفيليس هو السلالم. فبدلاً من أن تكون عرضية تنطلق من جانب البناء، أعطاها مواقع مركزية وبارزة بحيث أصبحت سمات معمارية مهمة في حد ذاتها، وغالبًا على شكل سلالم مزدوجة.
عمل فرديناندو سانفيليس في كنائس نابولي أيضًا، بما في ذلك كنيسة القديس لورينزو ماجور والقديس جوفاني كابونارا ومصلى نونزاتيلا في أكاديمية نونزاتيلا العسكرية.

## قراءة معمقة
- Blunt، Anthony (1975). Neapolitan Baroque and Rococo Architecture. London: A. Zwemmer. ISBN:0-302-02584-7.

- Ward، Alistair (1988). The Architecture of Ferdinando Sanfelice. New York: Garland. ISBN:0-8240-0095-1.

- Morrice، R. J. (1983). "Sanfelice and St Florian: Indigenous Tradition and Staircase Design". SAHGB Publications Limited. ج. 26: 82–86+157–159. DOI:10.2307/1568436. ISSN:0066-622X. JSTOR:1568436.